# Селевые потоки в Армении

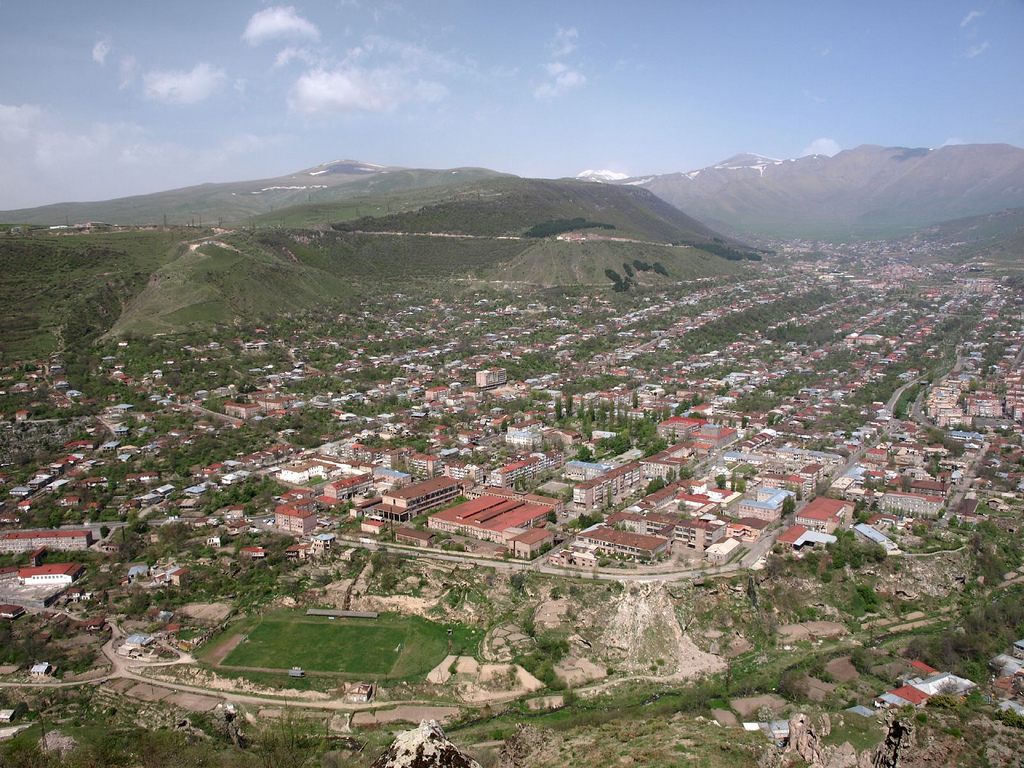
В результате селевого потока реки Горис, в 1977 году в одноимённом городе были затоплены квартиры первых этажей и подвалы жилых домов Гориса, приусадебные участки. Было также разрушено асфальтное покрытие улиц, повреждена канализация; 60% населения города было лишено питьевой воды, повредились линии электропередач.

Селевыми потоками называются наводнения, сформированные вследствие пополнения вод в реках. Сели Армении являются наиболее яркими проявлениями водной эрозии и одним из мощных факторов опустынивания земель в Армении.
Эрозия почв начатая во время проливных дождей, заканчивается формированием селей, которые своими наносами загрязняют реки, закупоривают их русла и покрывают прибрежные земли речных долин. Вред, причинённый эрозионно-селевыми явлениями, составляет порядка $ 3-3.2 млн. США в год.
Водосборные бассейны селеприносящих рек в основном имеют площадь до 100 км² и редко превышают 200 км². Длительность селеобразующих проливных дождей достигает не более 1-го часа, а потока — 4-6 часов. Селевой поток достигает своей наибольшей величины в течение 10-30 минут, после чего происходит его относительно медленный спад.

## Характеристика и частота селей в Армении
Средне-годовое количество селей на территории Армении составляет 10. Анализ внутигодового распределения селей показывает, что наибольшее количество селевых потоков наблюдается в июне — 30 %, затем в июле — 25 %, в августе — 17 %.
Нерациональное использование земель, перевыпас скота и рубка лесов ускорили эрозионно-селевые явления особенно сильно за последние двадцать лет.
Частота формирования селей, в зависимости от природно-климатических условий водных бассейнов, принимает разные величины: в бассейнах рек Ахурян, Памбак, Арпа, Дебет — 1-3 года, а в бассейне озера Севан и бассейнах рек Раздан, Вохчи, Воротан, Дзорагет, Агстев — 3-5 лет. Частота селей уменьшается в бассейнах рек Азат и Веди — 5-10 лет. Она ещё больше уменьшается в бассейнах рек Касах, Севджур и Мегри −10-15 лет.

### Связь формирования селей с обильностью атмосферных осадков
Согласно исследованию, в Армении в 55 % случаев сели наблюдаются в моловодные годы. К числу рек с такой характеристикой формирования селей относятся бассейны рек: Ахурян, Веди, Арпа, Вохчи, Памбак и Дебет. Малая водопроницаемость и высокая эродированность почв этих бассейнов способствуют образованию селей со средней и высокой насыщенностью (P=320- 1000 кг/м3), даже в случае выпадения дождей в 15-20 мм.
В годы с обильными атмосферными осадками сели с более низкой насыщенностью (P=80-320 кг/м3) образуются в бассейнах рек: Раздан, Азат, Воротан и Агстев, имеющих высокую водопроницаемость.
В соответствии с этой закономерностью, можно сделать определенные прогнозы о количестве ожидаемых селей, в зависимости от очередности многоводных и маловодных лет. Климатологи на ближайшие 50 лет прогнозируют высушивание климата и маловодие в республике. В этом случае уменьшится количество селей с низкой насыщенностью (P=80-320 кг/м3) и увеличится количество селей с высокой насыщенностью (P=320-1000 кг/м3). Следовательно, в течение дальнейших 50 лет ожидается усиление эрозионно- селевых явлений.